# 聖勞倫特
聖勞倫特（St. Laurent）是加拿大馬尼托巴省境內馬尼托巴湖岸的鄉鎮，人口約1,200，大部分居民為梅蒂人，有兩種官方語言。
聖勞倫特夏季的人口約為平時的三倍，因為度假客喜歡在馬尼托巴湖畔度過夏天。